# Dorfkirche Falkenberg (Briesen (Mark))

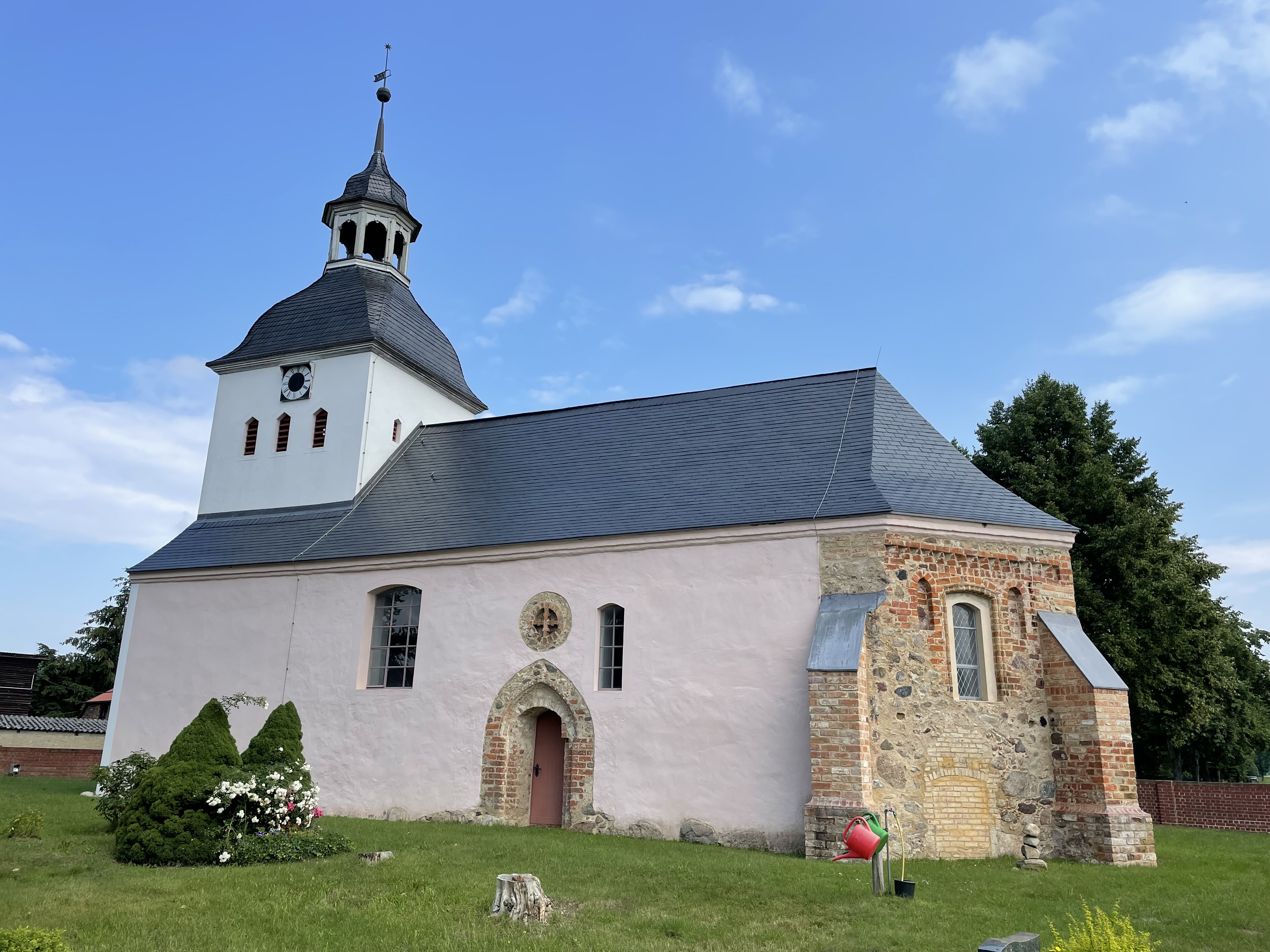
Dorfkirche Falkenberg

Die evangelische Dorfkirche Falkenberg ist eine spätgotische Saalkirche in Falkenberg, einem Ortsteil der Gemeinde Briesen (Mark) im Landkreis Oder-Spree im Land Brandenburg. Die Kirchengemeinde gehört zum Kirchenkreis Oderland-Spree der Evangelischen Kirche Berlin-Brandenburg-schlesische Oberlausitz.

## Lage
Die Landstraße 38 führt von Südwesten kommend in den historischen Ortskern und dort als Falkenberg bzw. Kreisstraße 6735 in nordöstlicher Richtung hinaus. Die Kirche steht westlich der Straße auf einem leicht erhöhten Grundstück mit einem Kirchfriedhof, der mit einer Mauer aus rötlichen Backsteinen eingefriedet ist.

## Geschichte
Das Bauwerk stammt aus der Spätgotik und war laut Rohrlach im Jahr 1405 wohl Mutterkirche im Bistum Lebus. Aus dem genannten Jahr sind vier Pfarrhufen überliefert, ebenso 1460 und 1715. Im 18. Jahrhundert erhielt das Bauwerk eine geschweifte Turmhaube mit Laterne. Der Pfarrer bekam im Jahr 1715 insgesamt ein Wispel zwölf Scheffel Korn, der Küster jährlich 18 Scheffel. Außerdem war jeder Kossät verpflichtet, ihm 1⁄2 Brot abzuliefern. Das Kirchenpatronat lag in dieser gesamten Zeit bei den Gutsherren. In den 1950er Jahren war der steinerne Altar wohl unansehnlich geworden. Ebenso hatte die Kirchengemeinde die Kanzel aus Sicherheitsgründen abgebaut. So entschloss sich die Gemeinde zu einer weitgehenden Neugestaltung des Kircheninnenraums. Sie beauftragte den polnischen Kunsthandwerker Stanislaw Tomaszewski aus Gorzów Wielkopolski, der in den Jahren 1995 und 1996 eine Kirchenausstattung anfertigte.

## Baubeschreibung

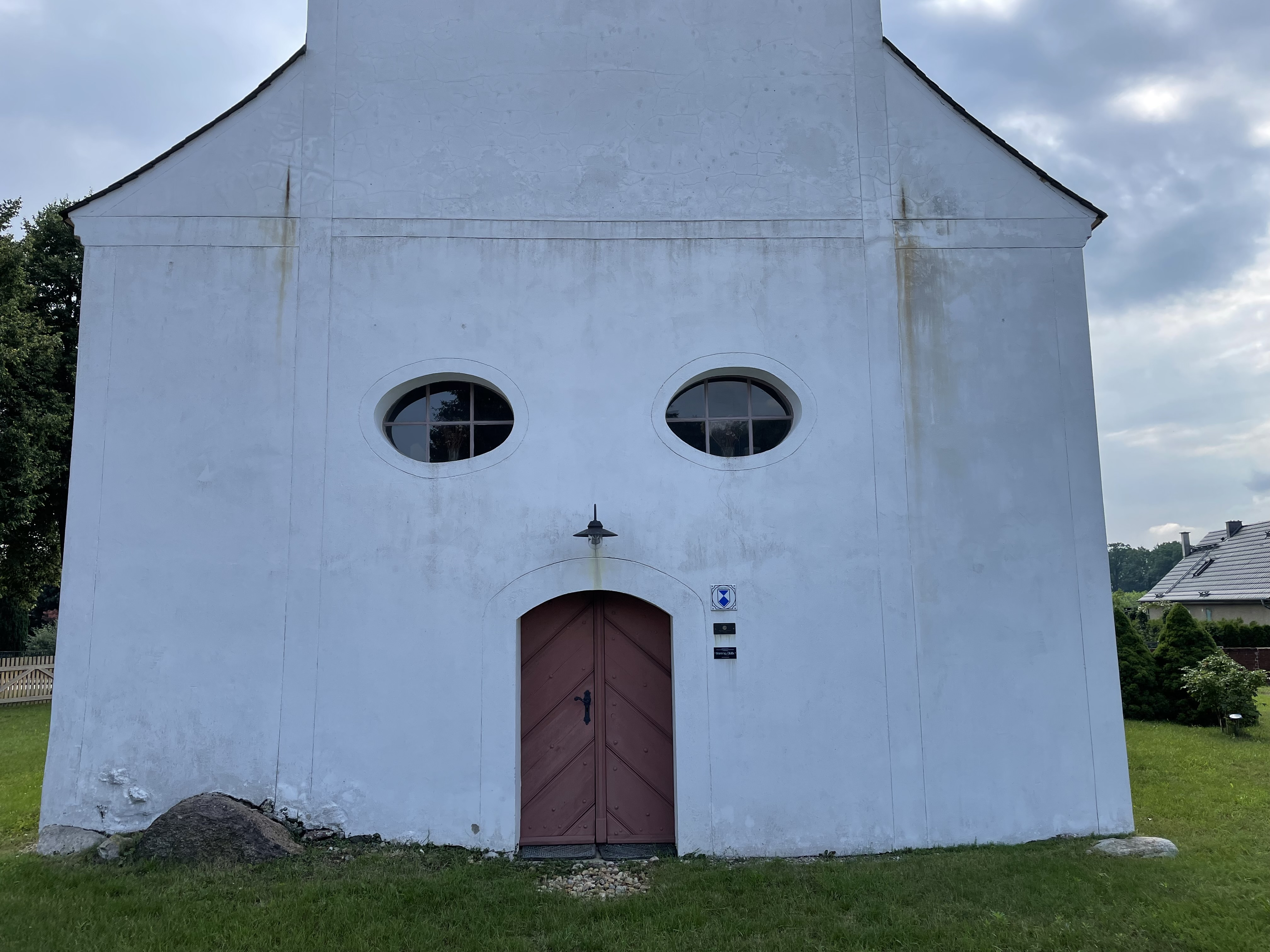
Westportal

Das Bauwerk entstand im Wesentlichen aus Feldsteinen, die anschließend verputzt wurden. Lediglich der Chor entstand aus Mauersteinen. Er hat einen Fünfachtelschluss und ist nicht eingezogen. Seine Seiten wurden durch breite Strebepfeiler stabilisiert; die dazwischenliegenden Felder mehrfach verändert und umgebaut. Im Sockelbereich sind unbehauene Feldsteine erkennbar, am Ostschluss eine niedrige und mittlerweile zugesetzte, bienenkorbförmige Blende. Oberhalb sind an allen drei Feldern jeweils drei gedrückt-segmentbogenförmige Öffnungen mit unterschiedlicher Breite, von denen nur noch das mittlere mit einem Fenster ausgestattet ist. Die seitlichen Öffnungen wurden ebenfalls zugesetzt. Darüber ist ein umlaufender Fries, der an der Ostseite mit einem mittig angebrachten Kreuz unterbrochen wird. Am südöstlichen Feld ist die westlich gelegene Öffnung klein und spitzbogenförmig und könnte damit noch aus der Bauzeit stammen. Unterhalb ist eine ebenfalls zugesetzte Pforte.
Das Kirchenschiff hat einen rechteckigen Grundriss und ist hell verputzt. An der Nordseite ist in östlicher Richtung ein kleines, gedrückt-segmentbogenförmiges Fenster, nach Westen hin ein deutlich größeres, ebenso ausgeformtes Fenster. Diese Anordnung findet sich auch auf der Südseite. Dort ist jedoch dazwischen ein spitzbogenförmiges Portal, oberhalb ein weiteres Kreuz in einer kreisförmigen Blende. Das Schiff trägt ein schlichtes Satteldach, das am Chor abgewalmt ist.
Der Westturm hat einen rechteckigen Grundriss und nimmt die volle Schiffsbreite auf. Er kann von Westen her durch eine schlichte, gedrückt-segmentbogenförmige Pforte betreten werden. Oberhalb sind zwei ovale Ochsenaugen; ein weiteres befindet sich an der Nordseite. Im Turm sind an der Nord-, West- und Ostseite je drei Klangarkaden, darüber eine Turmuhr. Oberhalb einer geschweiften Haube erhebt sich eine Laterne, die mit Turmkugel und Wetterfahne abschließt.

## Ausstattung

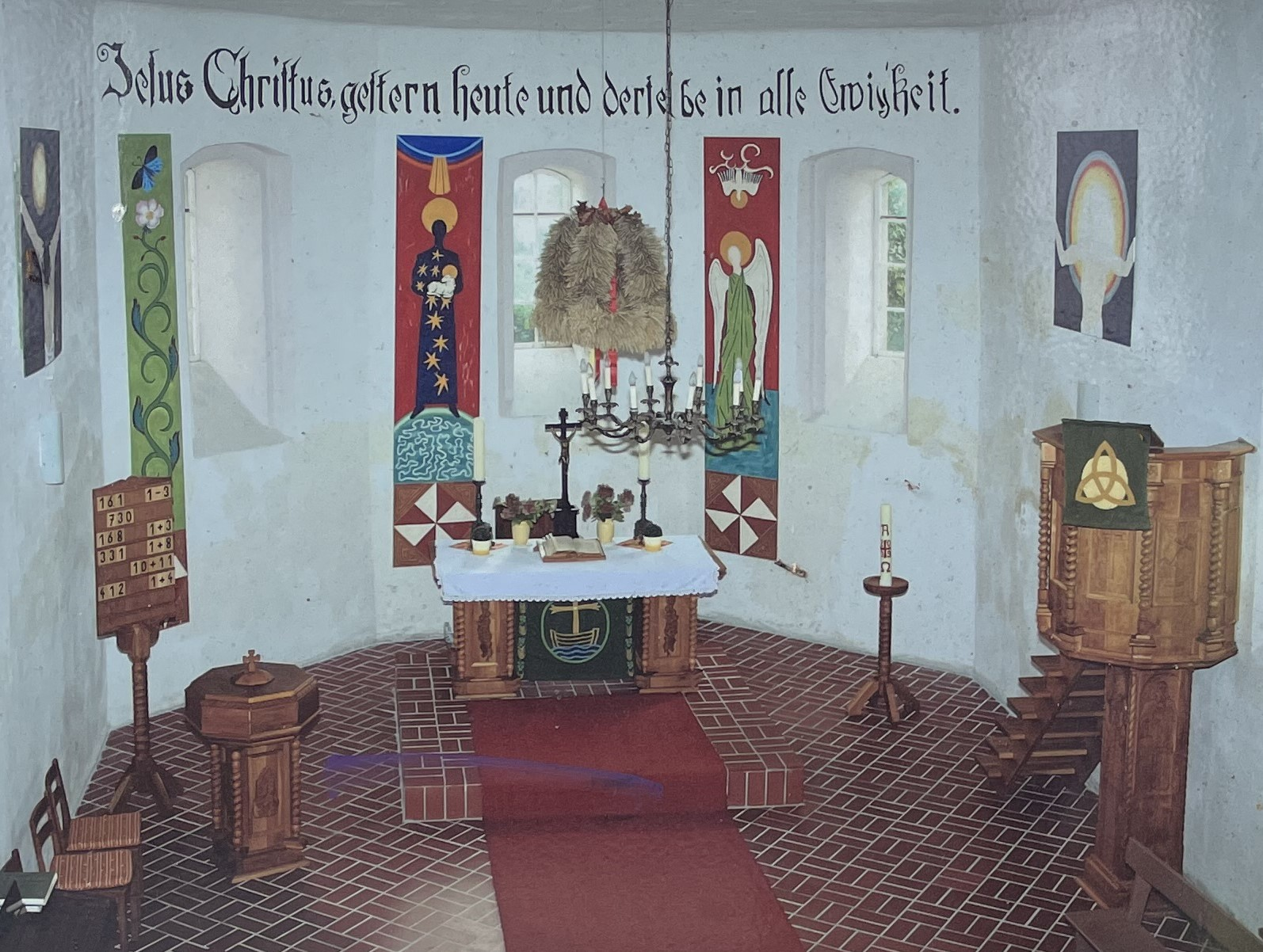
Blick ins Kirchenschiff

Die Kirchenausstattung ist überwiegend neuzeitlich. In den Jahren 1995 und 1996 schuf der polnische Kunsthandwerker Stanislaw Tomaszewski einen Altar, eine Kanzel sowie eine Fünte aus lasiertem Eichenholz. Die Kanzel besteht aus einer Säule, auf der Moses abgebildet ist. In den Feldern sind Simon Petrus sowie Martin Luther mit einer Bibel dargestellt. In der Apsis befinden sich Bilder des Berliner Malers Detlef Kastens. Sie zeigen im Zentrum den Guten Hirten, rechts einen Engel, der das Evangelium verkündet sowie links eine Rankenmalerei mit Rose und Schmetterling. Beide stehen als Zeichen für die Kreuzigung Christi bzw. die Auferstehung. Zur weiteren Kirchenausstattung gehört eine Taufschale aus Messing aus der Mitte des 17. Jahrhunderts, ein Leuchterpaar aus Zinn aus dem Jahr 1726 sowie eine Glocke von 1515.